# SagDIG
SagDIG (Sagittarius Dwarf Irregular Galaxy) – karłowata galaktyka nieregularna w konstelacji Strzelca.

## Właściwości fizyczne
SagDIG znajduje się w odległości ok. 4,2 mln lat świetlnych (1,3 Mpc) od Ziemi. Wymiary obserwowane – 2,9' × 2,1' co odpowiada ok. 3,5 × 2,6 tys. lat świetlnych. Jasność absolutna galaktyki wynosi ok. -10m.

## Badania
Galaktykę odkrył D.A. Cesarsky na zdjęciu wykonanym 13 czerwca 1977 roku przy użyciu 1-metrowego teleskopu Schmidta. Odkrycie zostało potwierdzone w 1978 roku. W 1991 roku odkryto w niej 3 obiekty przypominające obszary H II, z czego jeden został potwierdzony. W 1999 wyznaczono odległość od Słońca na około 1,11 Mpc (3,6 miliona lat świetlnych), co stawiałoby przynależność SagDIG do Grupy Lokalnej jako wątpliwą. Odkryto również, że gwiazdy galaktyki są bardzo ubogie w metale. W późniejszych badaniach wykazano też małe ilości tlenu.
Obecnie wiek głównej populacji gwiazd SagDIG określa się na ok. 8 ±1,5 mld lat.